# Бонапарта
Бонапарта (фр. Bonaparte, итал. Bounaparte) је француска царска династија са Корзике.

## Порекло
По свом пореклу, Бонапарте су италијанска племићка породица (тосканско-корзиканска), чији су се поседи налазили у Сан Минијату, код Фиренце.

## Владари Француске
- Наполеон Бонапарта (1769—1821), владао 20. март 1804 — 6. април 1814, 1815.
- Наполеон II Бонапарта (1811—1832), владао 1815
- Наполеон III Бонапарта (1808—1873), 1852. – 1870.

## Познате Бонапарте
- Карло Бонапарта
- Марија Летиција Рамолино Буонапарте
- Каролина Бонапарта
- Лисјен Бонапарта
- Пјер Бонапарта
- Елиза Бонапарта
- Жозеф Бонапарта
- Луј Бонапарта
- Ежен Лиј Наполеон
- Жозеф Шарл Наполеон

## Галерија
- Оригинални грб породице Бонапарта
- Царски грб